# Ring Mountain

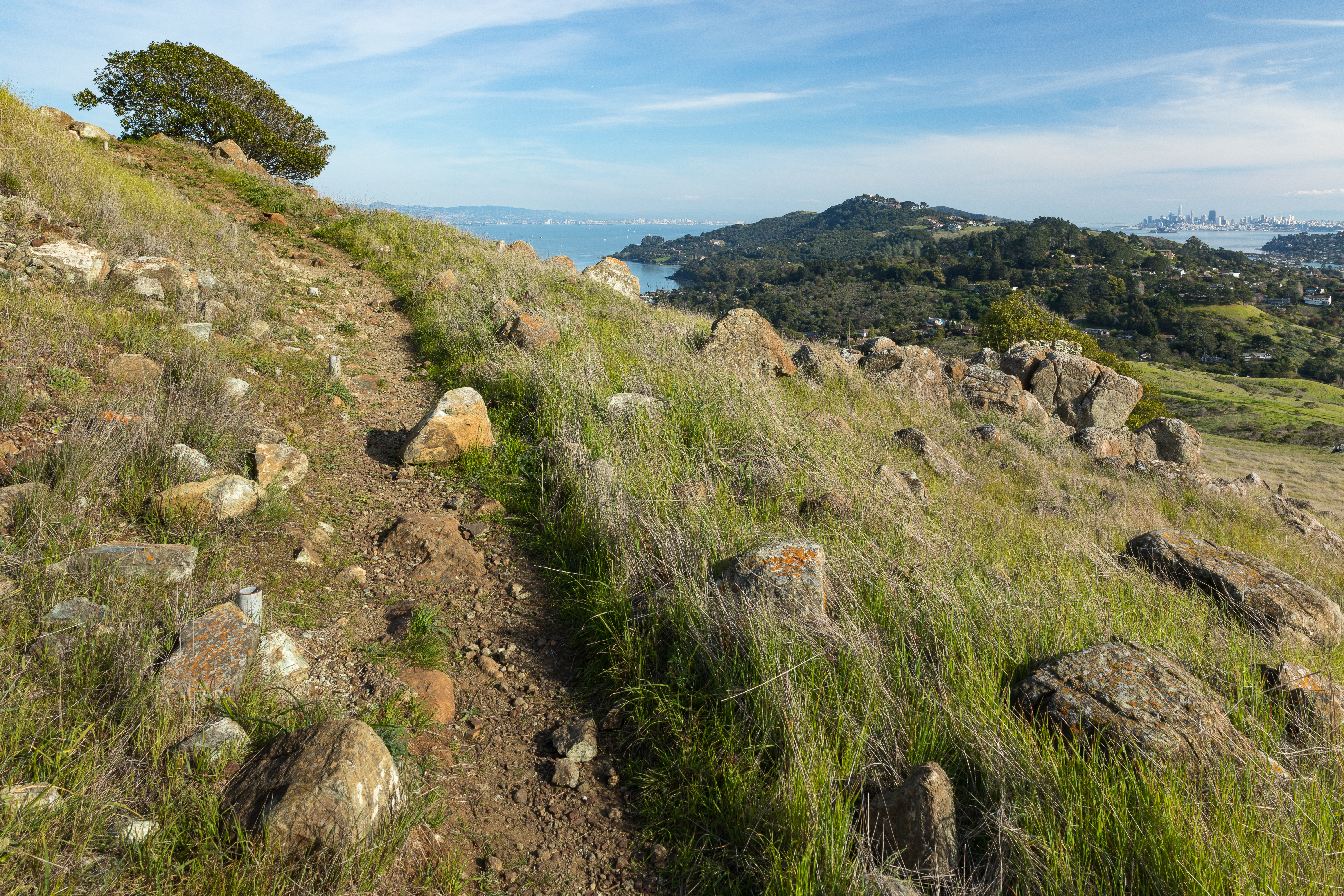
Blick auf die Tiburon-Halbinsel von Ring Mountain. Rechts im Hintergrund die Skyline von San Francisco.

Ring Mountain ist ein Hochplateau in der Nähe des Ortes Tiburon im kalifornischen Marin County. Aufgrund der Rundumsicht auf die Bucht von San Francisco ist Ring Mountain ein beliebtes Ziel für Ausflügler. Ring Mountain ist der einzige Ort der Erde, an dem die äußerst seltene  Tiburon Mariposa Lily (Calochortus tiburonensis) aus der Gattung der Mormonentulpen wächst. Darüber hinaus ist Ring Mountain für seine Petroglyphen bekannt, Felsritzungen aus der Zeit vor Ankunft europäischer Siedler im Amerikanischen Westen. Der höchste Punkt von Ring Mountain liegt rund 184 Meter über dem Meeresspiegel.

## Galerie

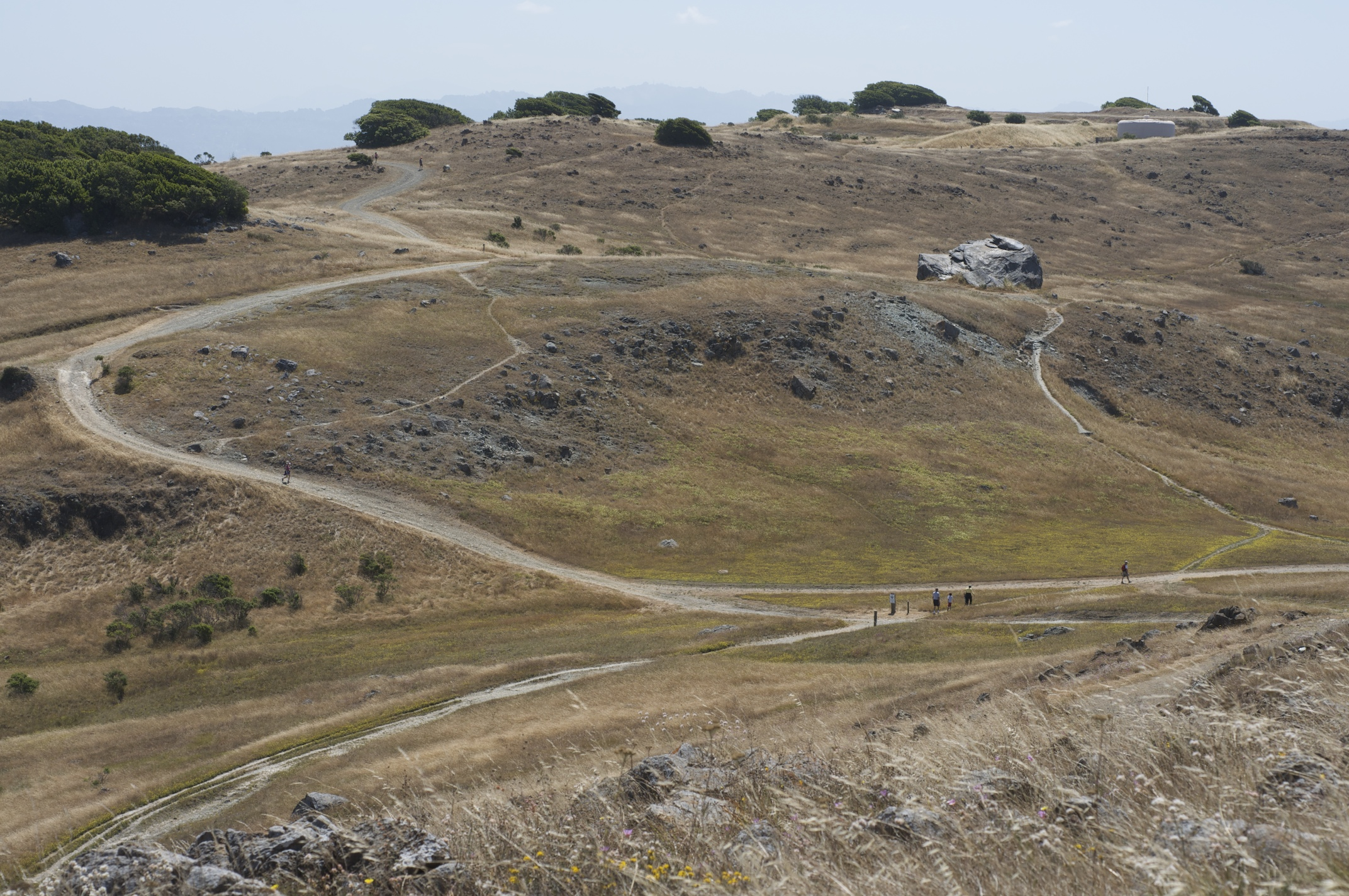
Blick auf Ring Mountain
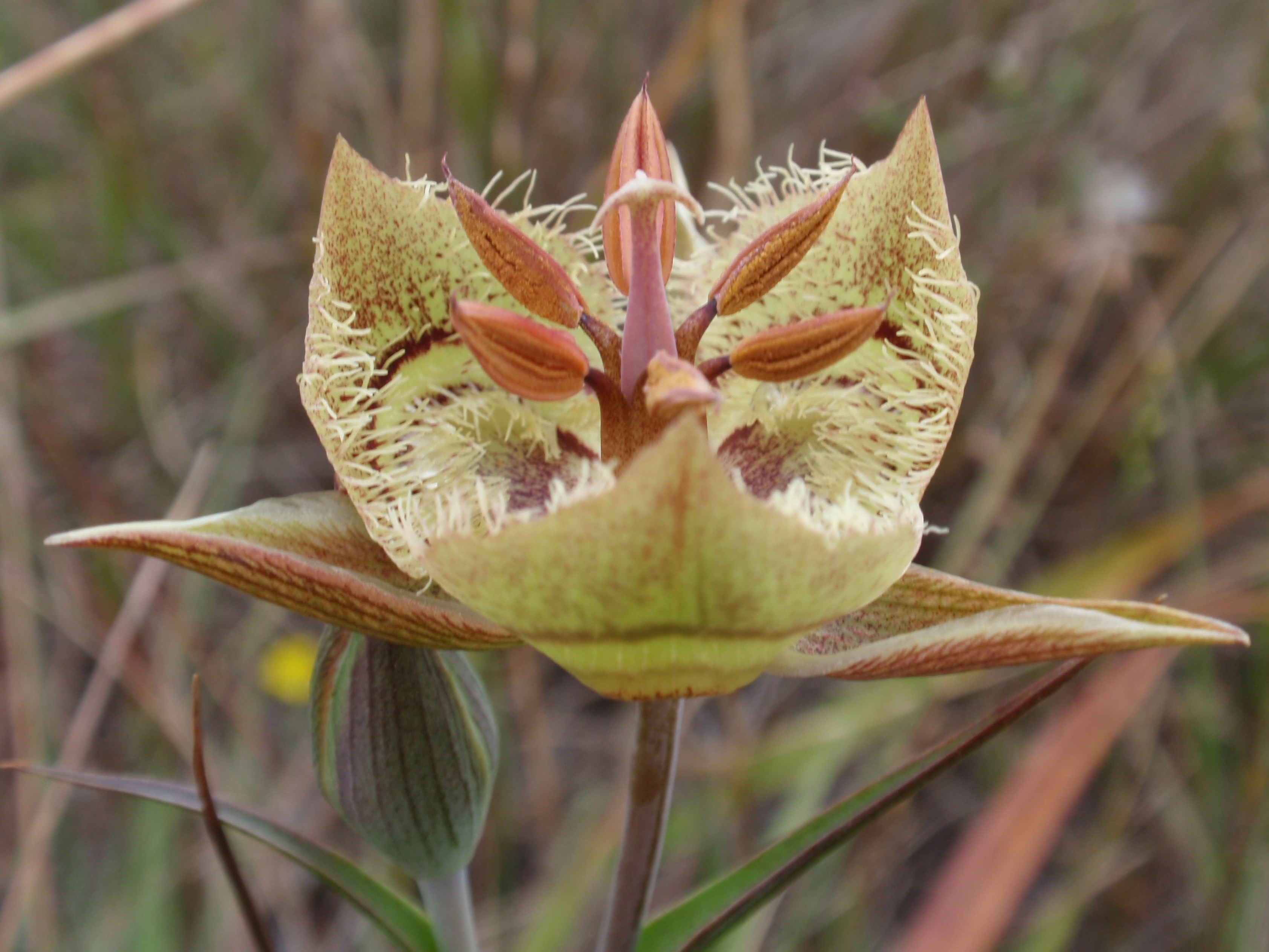
Tiburon Mariposa Lily (Calochortus tiburonensis)
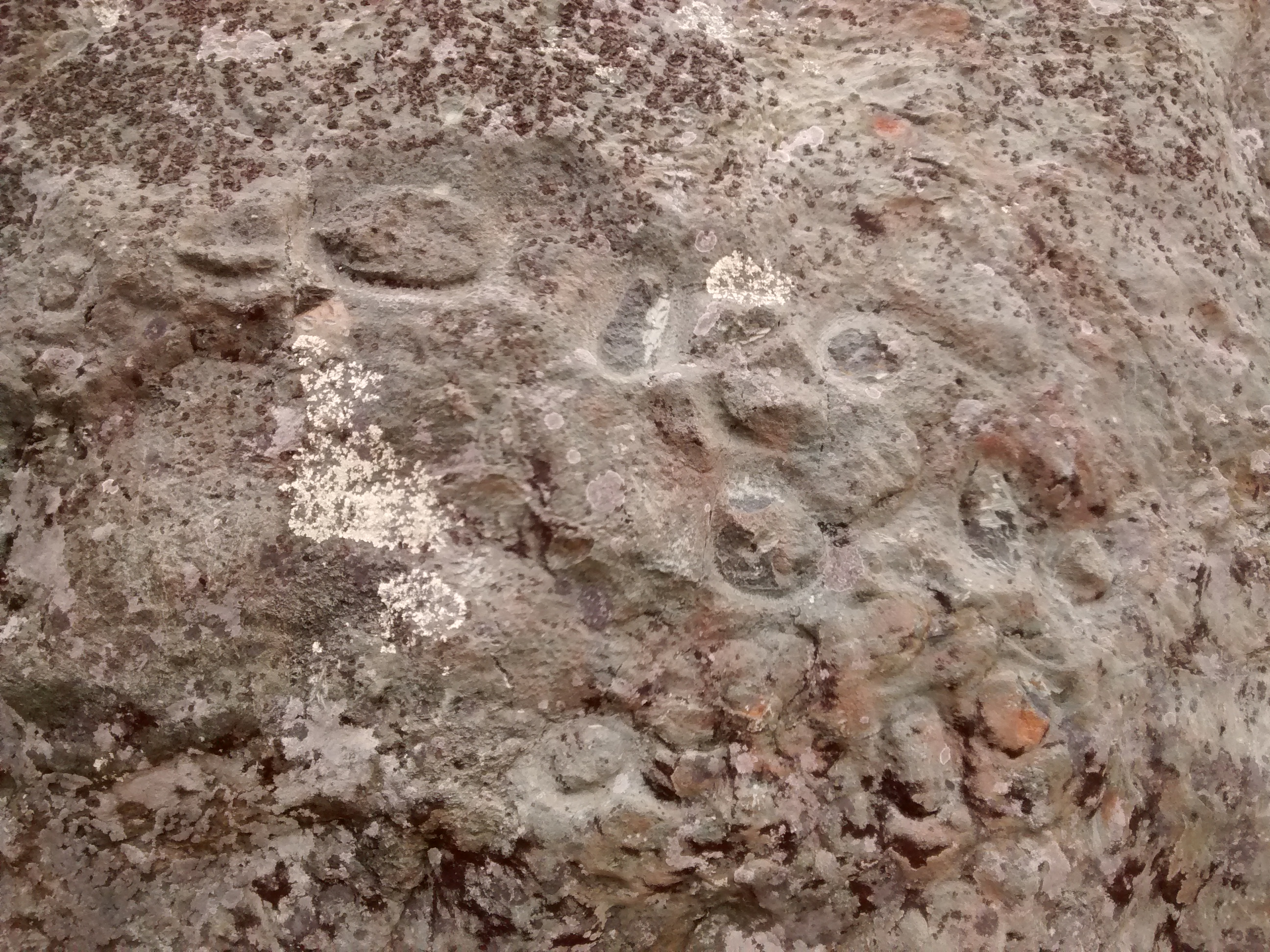
Petroglyphen